# Frowin (Abt)
Frowin (* vor 1141; † 27. März 1178 in Engelberg) war von 1143/1147 bis 1178 Abt des Klosters Engelberg.

## Leben
Frowin war ein Mönch im Kloster St. Blasien im Schwarzwald. Er wurde von dort im Jahr 1143 als Reformer in das Kloster Engelberg gesendet, wo zwischen 1143 und 1147 die Wahl zum dortigen Abt erfolgte. Das Kloster Engelberg, das Konrad von Sellenbüren begründet hatte, wurde mit Mönchen aus St. Blasien besetzt. Bereits nach dem Tod des ersten Abtes Adalhelm, 1131, war das Kloster in Verfall geraten. Unter Frowin gelangte Engelberg dann zu höchster wissenschaftlicher und künstlerischer Bedeutung, unter anderem ließ er eine Bibliothek anlegen. Schon in St. Blasien hatte Frowin die Chroniken von Beda, Regino, Hermann, Bernold und Berthold in einem Band zusammenfassen lassen und davor Annalen aus diesen Werken und den Einsiedler Annalen ausgezogen, mit eigenen Notizen verbunden und sie ab 1147 in Engelberg fortgesetzt. Es sind 40 Handschriften aus Frowins Zeit erhalten. Er wird als Seliger verehrt.